# Telodeinopus eidmanni
Telodeinopus eidmanni är en mångfotingart som beskrevs av Karl Wilhelm Verhoeff 1941. Telodeinopus eidmanni ingår i släktet Telodeinopus och familjen Spirostreptidae. Inga underarter finns listade i Catalogue of Life.